# Gavino Pizzolato
Gavino Pizzolato (Sorso, 26 febbraio 1884 – Gabès, 27 marzo 1943) è stato un generale italiano veterano della prima guerra mondiale, dove fu decorato di due Medaglie d'argento e due di bronzo al valor militare.
Durante il corso della seconda guerra mondiale comandò in successione la 2ª Divisione celere "Emanuele Filiberto Testa di Ferro", la 131ª Divisione corazzata "Centauro" e la 80ª Divisione fanteria "La Spezia". Insignito anche della Croce di Cavaliere dell'Ordine militare di Savoia, di Ufficiale dell'Ordine dei Santi Maurizio e Lazzaro, di Commendatore dell'Ordine della Corona d'Italia e di Cavaliere dell'Ordine coloniale della Stella d'Italia.

## Biografia
Nacque a Sorso, in provincia di Sassari, il 26 febbraio 1884, da Antonio, ispettore forestale e Vittoria Zugni Tauro, entrambi di origine veneta.
A partire dal 3 settembre 1903 frequentò la Regia Accademia Militare di Artiglieria e Genio di Torino, da dove uscì con il grado di sottotenente assegnato all'arma di artiglieria, il 7 settembre 1905, assumendo servizio presso il 21º Reggimento artiglieria da campagna, a Piacenza. Promosso capitano l'11 febbraio 1915, all'atto dell'entrata in guerra del Regno d'Italia, avvenuta il 24 maggio successivo, prestava servizio con il 9º Reggimento artiglieria sino al suo primo ferimento alla fronte e al braccio sinistro avvenuta nel dicembre seguente. Ritornato al fronte con il 37º Reggimento artiglieria nell'aprile 1916, partecipò ancora alle operazioni, venendo promosso maggiore sul campo e venendo ferito gravemente una seconda volta nella gamba destra, nell'agosto dello stesso anno.
Terminata la grande guerra, decorato di due Medaglie d'argento e due di bronzo al valor militare, prestò servizio in vari comandi di artiglieria, tra i quali il IV° Gruppo da 75/27 Mod. 1912 del Reggimento artiglieria a cavallo prima a Venaria Reale, e poi a Milano. Nell'ottobre del 1925 fu membro della missione militare a Mosca e nel maggio 1927 fu in Eritrea in forza al locale Regio corpo truppe coloniali. Nel 1929 passò in Cirenaica prestando servizio presso i locale Regio corpo truppe coloniali, distinguendosi particolarmente nelle operazioni di polizia coloniale. Rientrato definitivamente in Italia, nel 1932 frequentò la Scuola di guerra, e dal 19 ottobre 1933 fu promosso colonnello per merito di guerra divenendo comandante del 1º Reggimento artiglieria celere Eugenio di Savoia a Treviso. Tra il 1937 e il 1938 prestò servizio presso il Corpo d'armata di Udine
Promosso generale di brigata dal 30 giugno 1938, Regia Accademia Militare di Artiglieria e Genio di Torino fu nominato vice comandante della 102ª Divisione fanteria motorizzata "Trento", incarico che lasciò nel marzo seguente per assumere quello di vice comandante della 2ª Divisione celere "Emanuele Filiberto Testa di Ferro", a Ferrara. Alla data del 10 giugno 1940 assunse l'incarico di comandante della 2ª Divisione celere "Emanuele Filiberto Testa di Ferro" e dal 23 febbraio 1941, trasferito in Albania, assunse il comando della 131ª Divisione corazzata "Centauro" partecipando anche, nel mese di aprile, alle vittoriose operazioni contro la Jugoslavia. Per tali atti fu insignito, il 1º agosto, dell'onorificenza di Cavaliere dell'Ordine di Savoia. Rimpatriato con la sua divisione, dal mese di settembre fu di stanza a Pordenone, per riordinamento e riorganizzazione dei reparti con i nuovi carri medi M14/41, la "Centauro" fu posta alle dipendenze del Corpo d'armata celere di Padova, con comandante il generale Federico Ferrari-Orsi, un ufficiale più anziano, con cui già in passato aveva avuto alcuni scontri.
Quando poi i rapporti tra lui e Ferrari Orsi divennero molto tesi ed intolleranti, egli venne allontanato dal 28 febbraio 1942, sostituito dal generale Giorgio Carlo Calvi di Bergolo ed assegnato a disposizione del Ministero della guerra. Promosso nel frattempo generale di divisione con anzianità 1º gennaio 1942, dal 15 maggio fu nominato comandante della nuova 80ª Divisione fanteria "La Spezia", unità aviotrasportabile, inizialmente destinata per l'impiego nella prevista conquista dell'isola di Malta (Operazione C3), poi però inviata in Libia nel mese di ottobre del 1942. Coinvolto nella ritirata sino alla Tunisia, morirà improvvisamente durante un mitragliamento aereo inglese a Gabes il 27 marzo 1943. A lui fu intitolata la caserma che ospita a Trento, in via delle Ghiaie 24, il 4º Reggimento artiglieria pesante campale.

### Fonti
1. 1 2 3 4 5 6 7  Generals.
2. ↑  Walker 2003, p. 53.
3. ↑  Walker 2003, p. 48.
4. ↑  Rassegna stampa militare.
5. ↑  Quirinale Scheda - visto 30 luglio 2019
6. ↑  Gazzetta Ufficiale del Regno d'Italia n.295 del 14 dicembre 1942, pag.13.
7. ↑  Gazzetta Ufficiale del Regno d'Italia n.260 del 6 novembre 1934, pag.5044.
8. ↑  Gazzetta Ufficiale del Regno d'Italia n.122 del 27 maggio 1936, pag.1727.
9. ↑  Bollettino Riservato delle Nomine 7 settembre 1917, dispensa 37ª, pag.305.
10. ↑  Bollettino Ufficiale 27 ottobre 1933, dispensa 70ª, foglio 3243.